# Bent Hansen
Bent Hansen, född 7 november 1931 i Köpenhamn, död 10 januari 2000, var en dansk socialdemokratisk politiker, chefredaktör och författare. Han var socialminister i Anker Jørgensens femte regering 1981-1982.
Efter avslutad kontorsutbildning blev Hansen anställd som sekreterare på Det kooperative Fællesforbund 1954. Han var samtidigt politiskt engagerad inom Socialdemokratiet, däribland i sekretariatet för Danmarks Socialdemokratiske Ungdom (1956-1959), i styrelsen för Arbejdernes Oplysningsforbund i Köpenhamn (1957-1959) och forumet Socialistisk Debat (1957-1966). Karriären som journalist började i redaktionen på facktidningen Kooperationen (1955-1959). 1959 anställdes han som journalist på Aktuelt, den danska arbetarrörelsens största tidning. Han blev tidningens chefredaktör 1966, en post han behöll till 1981. Han arbetade även i redaktionen för tidningen Verdens Gang (1963-1966) och var styrelseledamot i Ritzaus Bureau och Københavns Redaktørforening från 1965 samt vice ordförande i Danske dagblades Fællesrepræsentation.
Hansen var även en framträdande författare av socialpolitisk litteratur som användes flitigt i den danska samhällsdebatten. Bland dessa finns U-landene (1961), Mennesket i Maskinen (1962), Esbjerg-undersøgelsen (1964), Møde med fagforeningen (1964), Fra Pak til Lager- og Pak (1965) och Arbejdslivets Demokratisering (Industrielt og økonomisk demokrati) (1966). Han rönte stor uppmärksamhet då han gav ut boken Velstand uden velfærd (1969), i vilken han kritiserade det danska välfärdssamhället och den politik som förts av hans eget parti under efterkrigstiden. Den blev ett viktigt inslag i 1970-talets socialpolitiska debatter i Danmark. Under 1990-talet gav han också ut läroböckerna Kommunikation der skaber lederskab – en lærebog i NLP (1999) och NLP og Lederskab (1999) samt Nyt håb – nyt mod (2006) och Fabulatoriet – fantastiske fortællinger (2008), som gavs ut postumt.
I samband med att Socialdemokratiet vann folketingsvalet 1981 och fick sitta kvar som regeringsparti förnyade statsminister Anker Jørgensen regeringssammansättningen. Hansen, som under en kort tid varit folketingsledamot, blev anlitad som regeringens nya socialminister, men det blev en kort mandatperiod. Efter endast ett halvår på posten drabbades Hansen av en sjukdom och tvingades, efter en månads sjukskrivning, överlämna den till Bent Rold Andersen. Efter tillfrisknandet blev han anställd som informationschef på fackföreningen Specialarbejderforbundet i Danmark (1982-1995). Han utsågs även till redaktör för förbundets tidning, Fagbladet. Han fick således en god plattform för att kunna delta i samhällsdebatten, däribland som en betydande kritiker av den politik som fördes av Poul Schlüters borgerliga regeringar.